# Humani citomegalovirus
Humani citomegalovirus (HCMV, humani herpesvirus-5, HHV-5) spada u rod citomegalovirusa iz porodice Herpesviridae. Genom čini dvolančana DNK sa terminalnim ponavljajućim sekvencama. Omotač je troslojan. Replikuje se u jedru, ćeliju napušta lizom ili egzocitozom.

## Put prenošenja
Izvor zaraze mogu biti krv, semena tečnost, vaginalni iscedak, urin, pljuvačka i suze, a za prenos je neophodan bliski telesni kontakt.

## Patološki (medicinski) značaj
Infekcija kod odraslih
Vreme inkubacije nije sasvim poznato, a simptomi infekcije su nekarakteristični: povišena telesna temperatura uz otok limfnih čvorova. Veoma retko se javljaju hepatitis ili miokarditis. Virus se izlučuje potom kratko vreme pljuvačkom, i vrlo često duže vreme genitalnim iscetkom, odnosno urinom. Lečenje je simptomatsko, jer ne postoje specifični lekovi za ove virusne infekcije, a zbog blage kliničke slike, infekcija može da prođe i neprepoznata. Infekcija CMV-om deluje imunosupresivno (raste broj T supresorskih limfocita, oslabljene funkcije limfocita).
Kongenitalna infekcija
Kod CMV infekcije u trudnoći dolazi u oko 40% do intrauterine transmisije virusa. Virus izaziva oštećenja fetusa osobito u prvom i drugom, ali i u trećem trimestru. Računa se da do oštećenja fetusa dolazi u oko 5 - 15% slučajeva. Kod 5% inficiranih fetusa dolazi do razvitka kongenitalnog CMV sindroma, a kod 5 - 10% su ovi simptomi slabije izraženi. Kod 85 - 90% inficiranih fetusa nema nikakvih simptoma. Kod kongenitalnog CMV sindroma u 90% se razvijaju kasne posledice infekcije.
Simptomi kongenitalnog CMV sindroma su: hepatosplenomegalija (uvećane jetra i slezina), trombocitopenija (smanjen broj trombocita), hiperbilirubinemija, hemolitička anemija, mikrocefalija, horioretinitis, encefalitis, atipična limfocitoza.
Perinatalna infekcija
Perinatalna infekcija se stiče prolaskom kroz zaraženi porođajni kanal trudnica koje su zaražene CMV -om pre trudnoće.
Infekcija kod imunokompromitovanih osoba
Infekcija kod obolelih od AIDS-a karakteriše se perzistentnom temperaturom, hepatitisom A, poremećajem leukocita i trombocita i zapaljenjem pluća koja nekada može biti i fatalna.
Nakon primarne infekcije virus perzistira doživotno najverovatnije u limfocitima. Pod određenim uslovima infekcija se može reaktivirati.

## Dijagnoza
Izoluje se iz brisa usne duplje, urina, pljuvačke, cervikalnog brisa, uretralnog brisa, amnionske tečnosti, likvora. Dokazuje se imunoflorescencijom, PCR-om, ELISA testom.

## Lečenje
Nema specifičnih lekova za ovaj virus, tako da je terapija simptomatska i zavisi od prisutnih simptoma. Veoma je bitna ishrana, uzimanje vitamina i jačanje imuniteta.

## Literatura
- Koichi Yamanishi; Arvin, Ann M.; Gabriella Campadelli-Fiume; Edward Mocarski; Moore, Patrick; Roizman, Bernard; Whitley, Richard (2007). Human herpesviruses: biology, therapy, and immunoprophylaxis. Cambridge, UK: Cambridge University Press. ISBN 978-0-521-82714-0.
- Ryan KJ, Ray CG, ур. (2004). Sherris Medical Microbiology (4th изд.). McGraw Hill. стр. 556; 566—9. ISBN 978-0-8385-8529-0.

## Spoljašnje veze
- Citomegalovirusna infekcija
- Humani citomegalovirus na veb-sajtu  (језик: енглески)
- [http://www.cdc.gov/cmv/
- [http://www.nist.gov/cstl/biochemical/genetics/cmv.cfm

|  | Molimo Vas, obratite pažnju na važno upozorenje u vezi sa temama iz oblasti medicine (zdravlja). |